# 巨尾魚屬
巨尾魚屬為輻鰭魚綱仙女魚目巨尾魚亚目巨尾魚科的一属。

## 下属物种
- 巨尾魚（Gigantura chuni）Brauer, 1901
- 印度巨尾魚（Gigantura indica）Brauer, 1901

## 擴展閱讀
維基物種上的相關：巨尾魚屬